# Freedom (chanson de Nicki Minaj)
Singles de Nicki Minaj
Beauty and a Beat
(2012) Freaks
(2013)
Freedom est une chanson de la chanteuse et rappeuse américaine d'origine trinidadienne Nicki Minaj. 
Sortie le 2 novembre 2012, il s'agit du troisième single officiel extrait de la réédition du deuxième album studio de Minaj intitulée Pink Friday: Roman Reloaded - The Re-Up. Écrite et produite en collaboration avec Boi-1da et Matthew Burnett, Freedom est une « ballade street », mélangeant hip-hop et R&B.

## Clip vidéo

### Genèse et synopsis
Le clip, réalisé par Colin Tilley, a été tourné en noir et blanc à Dungeness dans le comté du Kent au Royaume-Uni. Des scènes de Minaj et de paysages en noir et blanc sont entrecoupées. Minaj change de tenues et de coiffures au cours de la vidéo, tantôt blonde tantôt brune, portant une couronne et s'asseyant sur un trône. Au début, des symboles religieux apparaissent : un escalier menant au ciel, un bateau échoué évoquant l'Arche de Noé et une croix, référence directe aux paroles dans lesquelles Minaj se compare à Jésus. Minaj porte également une couronne d'épines rappelant la Sainte Couronne. Durant le second couplet, des scènes de nature sont montrées (oiseaux, vagues, herbe) et la vidéo devient colorisée. Le clip finit sur une image de l'escalier vers le ciel, revenant au début.

### Accueil critique
Globalement, la vidéo étonne les fans de Minaj et la critique. Raphaël Bosse-Platière du Figaro écrit que « la tonalité du clip est plutôt surprenante pour Nicki Minaj ». Public affirme que « la vidéo offre une nouvelle image de Nicki Minaj que l'on pourrait bien se prendre à aimer ». En mai 2019, la vidéo cumule 28 millions de vues sur YouTube.

## Performances
Minaj interprète Freedom pour la première fois sur la scène des American Music Awards le 18 novembre 2012. Vêtue de fourrure blanche, elle chante sous la neige et finit la performance accompagnée d'un chœur. Elle interprète plus tard le titre sur le plateau du Ellen DeGeneres Show le 15 janvier 2013 dans une ambiance plus intime, entourée de fumée et de chandeliers. Le 25 janvier, elle interprète un medley de Freedom et Va Va Voom dans l'émission Jimmy Kimmel Live!.

## Classements hebdomadaires
| Classement (2018-2019)              | Meilleure position |
| ----------------------------------- | ------------------ |
| États-Unis (Bubbling Under Hot 100) | 7                  |
| États-Unis (R&B/Hip-Hop Songs)      | 31                 |
| Royaume-Uni (UK Singles Chart)      | 107                |